# Leutseligkeit
Als Leutseligkeit bezeichnet man das offene, gemütvolle und gesprächige, auch joviale Verhalten von Personen, die gern im Mittelpunkt einer Gruppe stehen.

## Geschichte
In der älteren Verwendung des Begriffs waren hier mit den „Leuten“ Untergebene gemeint, beispielsweise auf Gütern oder beim Militär, oder wie man das einfache Volk als „kleine Leute“ bezeichnet. Leutselig konnte in diesem Sinne eine sozial höher gestellte Person sein, die sich ihren Untergebenen gegenüber freundlich und großzügig verhielt. So schreibt der Sprachforscher Johann Christoph Adelung in seinem Grammatisch-kritischen Wörterbuch der Hochdeutschen Mundart von 1793:
„Ein leutseliger Mensch. Ein leutseliges Betragen. In engerer und gewöhnlicherer Bedeutung gebraucht man es nur von dieser Gemüthsstellung höherer Personen gegen geringere, welche gewisser Maßen als ihre Leute, d.i. Untergebene, angesehen werden können.“
Pierers Universal-Lexikon von 1857 beschreibt Leutseligkeit als „Menschenfreundlichkeit, insofern sie sich im Umgange mit Menschen verschiedener Art, ohne besondere Nebenrücksicht, äußert“.

## Bedeutung
Je nach Verwendung kann der Begriff eine positive oder negative Bedeutung haben. So kann ein leutseliger Chef von seinen Mitarbeitern als positiv empfunden werden, solange die Leutseligkeit nicht aufgesetzt oder gönnerhaft wirkt. Obwohl früher Leutseligkeit durchaus ein Lob „von unten“ für gütige Vorgesetzte war, hatte das Wort „Leutseligkeit“ auch einen kritischen Beiklang, wenn andere Gutsherren oder Offiziere es Gleichgestellten vorwarfen.
Karl VIII. von Frankreich hatte den Beinamen „der Leutselige“ (l’Affable). Ein literarisches Beispiel liefert Theodor Fontanes Ballade Herr von Ribbeck auf Ribbeck im Havelland, deren Titelfigur sich leutselig verhält.